# Serge Pouillen
Serge Pouillen es un deportista neocaledonio que compitió en judo. Ganó tres medallas en el Campeonato de Oceanía de Judo entre los años 1983 y 1992.

## Palmarés internacional
| Campeonato de Oceanía | Campeonato de Oceanía      | Campeonato de Oceanía | Campeonato de Oceanía |
| Año                   | Lugar                      | Medalla               | Categoría             |
| --------------------- | -------------------------- | --------------------- | --------------------- |
| 1983                  | Numea (Francia)            | Medalla de plata      | –60 kg                |
| 1985                  | Auckland (Nueva Zelanda)   | Medalla de bronce     | –60 kg                |
| 1992                  | Wellington (Nueva Zelanda) | Medalla de plata      | –60 kg                |